# Südwestdeutscher Fußballverband
Der Südwestdeutsche Fußballverband – Verband für Wettkampf-, Breiten- und Freizeitsport e. V., kurz SWFV, ist einer der 21 Landesverbände des Deutschen Fußball-Bundes. Sitz des Verbandes ist Edenkoben. Das Gebiet des SWFV deckt das südliche Rheinland-Pfalz ab. Es reicht von der französischen Grenze (Elsass) linksrheinisch bis nach Bacharach, setzt sich nördlich des Soon-Idar-Waldes entlang bis zur Landesgrenze zum Saarland und bis zur französischen Grenze fort. Das Gebiet umfasst die Landkreise Mainz-Bingen, Bad Kreuznach, Alzey-Worms, Birkenfeld, den Donnersbergkreis, Bad Dürkheim, Kusel, Kaiserslautern, den Rhein-Pfalz-Kreis, Germersheim, Südwestpfalz und den Landkreis Südliche Weinstraße sowie die kreisfreien Städte Mainz, Kaiserslautern, Worms, Frankenthal, Ludwigshafen, Speyer, Neustadt an der Weinstraße, Landau in der Pfalz, Pirmasens und Zweibrücken.
Zusammen mit den Landesverbänden Rheinland und Saarland bildet der SWFV den Fußball-Regional-Verband Südwest.
Neben dem vierfachen Deutschen Meister 1. FC Kaiserslautern und dem aktuellen Erstligisten 1. FSV Mainz 05 gehören die Traditionsvereine Wormatia Worms, FK Pirmasens und Phönix Ludwigshafen (heute Teil des SV Südwest Ludwigshafen) dem Südwestdeutschen Fußballverband an.
Dem SWFV gehören laut DFB-Statistik 2023 1.044 Vereine an mit zusammen 232.699 Mitgliedern. 4.484 Mannschaften nehmen am Spielbetrieb teil.

## Verbandsgliederung
Der Verband unterteilt sich in 10 Fußball-Kreisverbände:
- Kreis Alzey-Worms
- Kreis Bad Kreuznach
- Kreis Birkenfeld
- Kreis Kaiserslautern-Donnersberg
- Kreis Kusel-Kaiserslautern
- Kreis Mainz-Bingen
- Kreis Pirmasens-Zweibrücken
- Kreis Rhein-Pfalz
- Kreis Rhein-Mittelhaardt
- Kreis Südpfalz

Bis 2010 bestand der Verband aus 16 Kreisen. Im Rahmen einer Strukturreform fusionierten folgende Kreise:
- Alzey und Worms zu Alzey-Worms
- Donnersberg und Kaiserslautern (östlicher Teil) zu Kaiserslautern-Donnersberg
- Kusel und Kaiserslautern (westlicher Teil) zu Kusel-Kaiserslautern
- Bingen und Mainz zu Mainz-Bingen
- Frankenthal und Ludwigshafen zu Rhein-Pfalz
- Neustadt/Weinstraße und Speyer zu Rhein-Mittelhaardt
- Südliche Weinstraße und Südpfalz zu Südpfalz

Bis 2012 existierte zwischen Verband und Kreisen eine Bezirksebene mit eigenen Verwaltungsorganen. Sie wurde abgeschafft, um die Kreise zu stärken (unter anderem sind die Kreisvorsitzenden nun Mitglied im Verbands-Präsidium). Die Bezirke (Nahe, Rheinhessen, Vorderpfalz und Westpfalz) dienen heute nur noch zur geographischen Abgrenzung in den Bezirks- und Landesligen. Sie umfassen folgende Kreise:
- Bezirk Nahe (Bezirksliga Nahe, Teil der Landesliga West)
Kreise Bad Kreuznach und Birkenfeld
- Bezirk Rheinhessen (Bezirksliga Rheinhessen, Teil der Landesliga Ost)
Kreise Alzey-Worms und Mainz-Bingen
- Bezirk Vorderpfalz (Bezirksliga Vorderpfalz, Teil der Landesliga Ost)
Kreise Rhein-Mittelhaardt, Rhein-Pfalz und Südpfalz
- Bezirk Westpfalz (Bezirksliga Westpfalz, Teil der Landesliga West)
Kreise Kaiserslautern-Donnersberg, Kusel-Kaiserslautern und Pirmasens-Zweibrücken

## Wettbewerbe und Spielklassen

### Männer-Fußball
Höchste Klasse im Meisterschafts-Spielbetrieb ist die Verbandsliga Südwest. Darunter spielt die Landesliga in den Staffeln Ost (Bezirke Rheinhessen und Vorderpfalz) und West (Bezirke Nahe und Westpfalz). Darunter existieren vier Bezirksligen, die seit dem Wegfall der Bezirke ebenfalls eine Verbandsklasse darstellen. Unter der Bezirksliga bestehen als höchste Liga auf Kreisebene 10 A-Klassen, denen insgesamt 20 B-Klassen und 29 C-Klassen untergeordnet sind. Im Kreis Südpfalz gibt es außerdem 3 D-Klassen.
Zudem richtet der Verband den Südwestpokal der Herren aus.

### Frauen-Fußball
Die auf Verbandsebene höchste Spielklasse ist die Verbandsliga Südwest. Basierend auf den ehemaligen Bezirken schließen sich darunter die vier Landesligen Nahe, Rheinhessen, Vorderpfalz und Westpfalz an. Diese fünfthöchste deutsche Ligastufe ist im Gebiet Nahe zugleich die unterste Spielklasse. In den anderen drei Gebieten existieren die als Verbandsklassen organisierten Bezirksligen Vorderpfalz, Westpfalz Nord und Westpfalz Süd sowie für 9er-Mannschaften die Bezirksligen Vorderpfalz und Rheinhessen.
Der SWFV ist zudem Ausrichter des Südwestpokal der Frauen.

## Vereine in höheren Ligen, Saison 2024/25

### Herren-Fußball
| Nationale Ligastufe | Bezeichnung                   | Anzahl | Vereine |
| ------------------- | ----------------------------- | ------ | --- |
| 1.                  | 1. Bundesliga                 | 1      | 1. FSV Mainz 05                                                                                                  |
| 2.                  | 2. Bundesliga                 | 1      | 1. FC Kaiserslautern                                                                                             |
| 3.                  | 3. Liga                       | 0      | |
| 4.                  | Regionalliga Südwest          | 1      | 1. FSV Mainz 05 II, TSV Schott Mainz                                                                             |
| 5.                  | Oberliga Rheinland-Pfalz/Saar | 7      | SV Gonsenheim, FK Pirmasens, VfR Wormatia Worms, 1. FC Kaiserslautern II, Arminia Ludwigshafen, TuS Mechtersheim |

### Frauen-Fußball
| Nationale Ligastufe | Bezeichnung          | Anzahl | Vereine                                                         |
| ------------------- | -------------------- | ------ | --------------------------------------------------------------- |
| 1.                  | Frauen-Bundesliga    | 0      |                                                                 |
| 2.                  | 2. Frauen-Bundesliga | 0      |                                                                 |
| 3.                  | Regionalliga Südwest | 4      | 1. FSV Mainz 05, SC Siegelbach, VfR Wormatia Worms, SV Ober-Olm |

## Präsidenten
Der Südwestdeutsche Fußballverband hatte seit seiner Gründung am 23. Juli 1949 insgesamt fünf Präsidenten. Der aktuelle Präsident Thomas Bergmann wurde am 25. ordentlichen Verbandstag am 13. Juli 2024 in Edenkoben gewählt.
| Name                    | Amtsdauer |
| ----------------------- | --------- |
| Karl Fahrbach           | 1949–1957 |
| Eugen Müller            | 1958–1988 |
| Georg Adolf Schnarr     | 1988–2010 |
| Dr. Hans-Dieter Drewitz | 2010–2024 |
| Thomas Bergmann         | seit 2024 |